# 板垣峠
板垣峠（いたがきとうげ）は、福井県越前市と同県今立郡池田町を隔てる峠である。

## 概要
国道417号が通る板垣トンネルの標高は349mとされているが、『コンサイス日本山名辞典』では板垣峠の標高を420mとしている。また、1909年（明治42年）に福井県が出版した『若越小誌』では461mとしている。なお、越前市が発足する前に存在した今立郡岡本村の『岡本村史』、岡本村を編入した今立町の『今立町誌』では板垣峠は520mの地点（鞍部）を通過するとしている。
『岡本村史』によると、「村の東端には地図にみえる五八三米の山麓を北に、ついで五八〇米・五五二米と三個の山麓が南北に並立していて（中略）、武生盆地から月尾谷を通って、足羽川渓谷地方、即ち池田村方面に向う道路の板垣峠は、この最南の山頂を南に下った鞍部、五二〇米の地点を通過している。」と記す。『今立町誌』では「粟田部と池田郷を結ぶ板垣峠は南坂下から登った五二〇メートルの鞍部を通っている。」と記す。
板垣峠に至る道路を「板垣坂」と呼ぶが、板垣峠自体を「板垣坂」とも称した。
元々は武生町から今立郡北日野村、粟田部村、岡本村、上池田村稲荷谷口、大野郡下味見村横越、足羽郡上宇坂村蔵作を経て下宇坂村小和清水で美濃街道へ至る「池田道」が通っており、岡本村（現・越前町東部）と上池田村（現・池田町西部）の間の峠として板垣峠（板垣坂）が存在した。当時の池田道（板垣坂）は、月尾谷と北隣の水間谷を隔てる分水嶺である「月尾山肢」の中腹に沿った後、太田山（大谷山）の東側の緩傾斜地を通り、板垣峠へ至るルートを採っており、1897年（明治30年）、池田道の改修で板垣坂を切り下げて車道とした。
1936年（昭和11年）、大谷山の西の鞍部に鳥越隧道（延長122.5m、幅員3.7m、限界高3.0m）が、板垣峠の直下に板垣隧道（延長345.0m、幅員3.9m、限界高3.5m）がそれぞれ整備されると、鞍谷を経由する現在のルートが主流となり、板垣坂は廃れていった。
1960年（昭和35年）に一般県道今立本巣北方線に指定され、1976年（昭和51年）に主要地方道29号鯖江美山線へ昇格、1981年（昭和56年）に一般国道417号に指定されている。
現在の板垣トンネルは1936年（昭和11年）に板垣隧道として開通し、52年後の1988年（昭和63年）に拡張された。

## 道路状況
峠付近は片側1車線の確保された国道らしい道路である。トンネルには歩道は整備されていないが、車両同士が離合するには十分な道幅が確保されている。越前市と池田町を結ぶ3路線の中で唯一の国道であり、他の路線以上に交通の往来の激しい峠である。峠付近には越前市側にさらに鳥越トンネルが貫いており、付近の山の険しさを物語っている。
本峠と鳥越トンネルをバイパスする板垣坂バイパスが2024年11月24日に開通した。

## 隣接する峠
- 杉峠
- 巡見峠
- 魚見坂